# Сплитски университет
Сплитският университет (на хърватски: Sveučilište u Splitu) е държавен университет в Сплит, Хърватия.
Учреден е на 15 юни 1974 г. Между 1945 и 1960 г. в Сплит са открити няколко висши училища, но истинската предистория на университета започва през 1960 г., когато са основани Факултетът по електротехника и корабостроене (FESB), Химико-технологическият факултет и филиалът на Юридическия факултет на Педагогическата академия в Задар. През 1971 г. са открити Факултетът по икономика и Факултетът по градоустройство, архитектура и геодезия. През 1974 г. е открит Медицинският факултет, а през 1978 г. Факултетът по мореплаване в Дубровник.

## Галерия
- Факултет по електроинженерство, механоинженерство и корабостроене
- Училище по архитектура
- Факултет по икономика
- Централна университетска библиотека